# Гольфанд, Юрий Абрамович
Ю́рий Абра́мович Го́льфанд (10 января 1922, Харьков — 17 февраля 1994, Иерусалим) — советский и израильский физик-теоретик, доктор физико-математических наук (1968), отказник, борец за выезд евреев из Советского Союза.

## Биография
Юрий Гольфанд родился в Харькове, в семье Абрама Мордкевича (Дмитриевича) Гольфанда и Нины Григорьевны Гольфанд. В 1939 году поступил на физико-математический факультет Харьковского университета. Во время войны работал на фронтовом аэродроме, окончив для этого курс в Военно-воздушной академии. По окончании войны продолжил занятия на четвёртом курсе математико-механического факультета Ленинградского университета, который окончил в 1946 году. Поступил в заочную аспирантуру Московского математического института имени В. Стеклова, одновременно работая в Московском вычислительном центре.
В 1947 г. защитил кандидатскую диссертацию по математике и работал до 1950 года старшим научным сотрудником в Московском научно-исследовательском электротехническом институте. В это время работы Гольфанда печатаются в Математическом сборнике РАН.
В 1951 г. Он переходит в отдел теоретической физики Физического института академии наук имени П. Лебедева, и работает под руководством И. Тамма. С этого времени начинается увлечение Гольфанда теоретической физикой. В этот период им было написано несколько статей, которые внесли значительный вклад в квантовую теорию поля, среди них: «Ферми-поля и спиноры бесконечномерного пространства» (1957); «К теории слабых взаимодействий» (1958).
В 1968 году Гольфанд становится доктором наук, одним из оппонентов его диссертации был академик А. Д. Сахаров. В 1970 г. Гольфанд (совместно со своим аспирантом Е. Лихтманом) написал работу, в которой впервые рассматривается идея суперсимметрии как принцип построения теории элементарных частиц. По словам Сахарова «Это была великая мысль», которая открыла новое направление в теории элементарных частиц.
В 1973 году Гольфанда увольняют из института (по свидетельству очевидцев — по инициативе академика В. Л. Гинзбурга), обосновав это непродуктивностью, несмотря на недавние работы по суперсимметрии, впоследствии получившие статус классических. После увольнения из института, Гольфанд решает эмигрировать из СССР в Израиль, однако в просьбе об отъезде ему было отказано под предлогом секретности его работ двадцатилетней давности в сотрудничестве с А. Д. Сахаровым и Я. Б. Зельдовичем, деятельность которых была связана с созданием атомной бомбы. По свидетельству Сахарова, работы Гольфанда имели абстрактный характер, и он ни разу не бывал на «объектах».
Находясь в отказе, Гольфанд продолжал научную деятельность. Он был постоянным и активным участником научного семинара, объединившего московских учёных-отказников. Семинаром руководили физики Александр Воронель, Марк Азбель, Виктор Браиловский. В 1976 г. Гольфанд был избран членом Европейского, в 1977 г. — Американского физического общества, в 1979 г. — действительным членом Нью-Йоркской академии наук. Его статьи публикуются в престижных зарубежных изданиях.
В 1980 г. под давлением мировой научной общественности Гольфанд был восстановлен в Физическом институте в прежней должности, но в другом отделе, которым руководил академик М. А. Марков. В 1989 году Академия наук СССР присудила Гольфанду (совместно с Е. Лихтманом) премию имени И. Тамма за цикл работ по суперсимметрии — беспрецедентный случай награждения отказника. В 1990 г. академик Л. В. Келдыш выразил сожаление по поводу ущерба, причинённого теоретической физике в связи с увольнением Гольфанда из института.
В период отказа Гольфанд принимал участие в демонстрациях протеста, организации и проведении международных конференций. Был одним из редакторов журнала «Евреи в СССР». Гольфанд подписывал письма в защиту отказников и диссидентов, помогал семьям осуждённых. Его письмо было опубликовано в сборнике «В защиту Сергея Ковалёва», вышедшем в издательстве «Хроника-Пресс» в 1975 году в Нью-Йорке. Власти пытались запугать Гольфанда, завели на него уголовное дело по обвинению в «тунеядстве», угрожая высылкой из Москвы. Во время проведения в Москве международной научной конференции Гольфанд неделю находился под домашним арестом. У него дома производились обыски, прослушивался телефон и т. д.
В октябре 1990 г. Гольфанд с семьёй приехал в Израиль, с июля 1991 г. работал на физическом факультете хайфского Техниона. Работая в Технионе, за короткий срок опубликовал восемь новых работ в крупнейших физических журналах мира. Последняя работа была напечатана посмертно.
В Израиле Гольфанд совместно с математиком Д. Раммом начал разработку математического аппарата для оформления своей новой идеи, ещё более общей, чем идея суперсимметрии. Экспериментальная проверка созданной Гольфандом теории суперсимметрии является одной из важных задач современной квантовой физики. Над этим работают научные группы в разных странах.
Другие работы Гольфанда: «Функциональный аппарат квантовой теории поля» (1970); «Метод квантового действия в квантовой теории поля» (английский, 1979); «О проблеме квантизации» (английский, 1987).
В 2000 году вышла книга в память о Юрие Гольфанде — «The Many Faces of the Superworld: Yuri Golfand Memorial Volume».

## Семья
- Жена — Наталья Моисеевна Корец, дочь физика М. А. Кореца.
- Сводный брат отца — художник и скульптор Александр Иосифович (Мордкевич) Волькензон (1903, Харьков — ?);
- двоюродный брат отца — радиофизик С. М. Рытов[8].

## Публикации

### Научные работы
- Гольфанд Ю. А. Об изоморфизме между расширениями групп // ДАН СССР. — 1948. — Т. 60, № 7. — С. 1123—1125.
- Гольфанд Ю. А. О группах, все подгруппы которых специальные // ДАН СССР. — 1948. — Т. 60, № 8. — С. 1313—1315.
- Гольфанд Ю. А. Метаспециальные группы // Математический сборник. — 1950. — Т. 27, № 2. — С. 229—248.
- Гольфанд Ю. А. О группе автоморфизмов голоморфа групп // Математический сборник. — 1950. — Т. 27, № 3. — С. 333—350.
- Тамм И. Е., Гольфанд Ю. А., Файнберг В. Я. Полуфеноменологическая теория взаимодействия π-мезонов с нуклонами. I. Рассеяние π-мезонов нуклонами // ЖЭТФ. — 1954. — Т. 26, вып. 6. — С. 649—667.
- Гольфанд Ю. А. Построение функции распространения методом квазиполей // ЖЭТФ. — 1955. — Т. 28, вып. 2. — С. 140—150.
- Гольфанд Ю. А. Об оценке сечения π⁺-p-рассеяния по сечению π⁻-d-рассеяния вблизи резонанса // ЖЭТФ. — 1956. — Т. 30, вып. 2. — С. 413—414.
- Гольфанд Ю. А. Обобщенный фазовый анализ как следствие из унитарности S-матрицы // ЖЭТФ. — 1956. — Т. 31, вып. 2. — С. 224—231.
- Гольфанд Ю. А. О трансформационных свойствах амплитуд электронно-позитронного поля // ЖЭТФ. — 1956. — Т. 31, вып. 3. — С. 535—536.
- Гольфанд Ю. А. Ферми-поля и спиноры бесконечномерного пространства // ДАН СССР. — 1957. — Т. 113, № 1. — С. 68—70.
- Гольфанд Ю. А. К теории слабых взаимодействий. I // ЖЭТФ. — 1958. — Т. 35, вып. 1. — С. 170—177.
- Гольфанд Ю. А. К теории слабых взаимодействий. II // ЖЭТФ. — 1958. — Т. 35, вып. 3. — С. 726—730.
- Гольфанд Ю. А. О введении «элементарной длины» в релятивистскую теорию элементарных частиц // ЖЭТФ. — 1959. — Т. 37, вып. 2. — С. 504—509.
- Гольфанд Ю. А. О массах лептонов // ЖЭТФ. — 1959. — Т. 37, вып. 5. — С. 1493—1494.
- Гольфанд Ю. А. О градиентных преобразованиях в квантовой электродинамике // ЖЭТФ. — 1960. — Т. 38, вып. 1. — С. 308—309.
- Гольфанд Ю. А., Лихтман Е. П. Расширение алгебры генераторов группы Пуанкаре и нарушение Р-инвариантности // Письма в ЖЭТФ. — 1971. — Т. 13. — С. 452—455.
- Yu. A. Golfand and E. P. Likhtman, «On N = 1 Symmetry Algebra and Simple Models», in Supersymmetry: A Decade of Development, Ed. P.West (Adam Hilger, Bristol, 1986), p. 1.
- Yu. A. Golfand and E. P. Likhtman, «On the Extensions of the Algebra of the Generators of the Poincaré Group by the Bispinor Generators», in I. E. Tamm Memorial Volume Problems of Theoretical Physics, Eds. V. L. Ginzburg et al., (Nauka, Moscow 1972), page 37.

### Память о Юрии Гольфанде
- M. A. Shifman (editor). «The Many Faces of the Superworld: Yuri Golfand Memorial Volume» — World Scientific Publishing Company, 2000, 677 p., ISBN 9810242069, ISBN 978-9810242060 (в сборнике имеется список публикаций Ю. Гольфанда)